# Arbeitsgestaltung
Arbeitsgestaltung (früher auch Arbeitssystemgestaltung oder Systemgestaltung) ist im Arbeitsstudium die Schaffung eines aufgabengerechten, optimalen Zusammenwirkens von Arbeitskräften, Betriebsmitteln und Arbeitsmitteln durch zweckmäßige Organisation von Arbeitssystemen unter Berücksichtigung der körperlichen und geistigen Leistungsfähigkeit und Bedürfnisse.

## Allgemeines
Diese, im Kern von der REFA stammende Definition zielt darauf ab, die Arbeitsbedingungen, Arbeitsmethoden und Arbeitsplätze, also letztlich die Arbeitsumgebung, zu verbessern. Auch die relevanten Umweltfaktoren sind zu berücksichtigen.

## Aufgaben
Vorrangig soll die Arbeit an den Menschen angepasst werden. Dazu muss Material und Technik menschenfreundlich gestaltet sein. Arbeitsgestaltung bezieht sich somit auf ergonomische Bedingungen (Beleuchtung, Lärm oder Temperatur) und/oder auf ähnliche Aspekte der Tätigkeit. Bei der Einrichtung von Bildschirmarbeitsplätzen, Home Offices und Telearbeitsplätzen stehen die Arbeitgeber vor besonderen Herausforderungen. Auch behindertengerechte Arbeitsplätze sind eine Aufgabe der Arbeitsgestaltung.
Die Arbeitsgestaltung übernimmt die Organisation des Arbeitsablaufs, Arbeitsvorgangs und Arbeitsplatzes. Zur Arbeitsgestaltung gehört auch die Verbesserung der Arbeitsorganisation durch die Arbeitsvorbereitung beispielsweise in der Fertigungsplanung. Dabei wird zunächst der Ist-Zustand festgehalten, um durch organisatorische Maßnahmen Schwachstellen zwecks Optimierung der Arbeitsbedingungen zu beseitigen.

## Wirtschaftliche Aspekte
Durch die Arbeitsgestaltung konnten insbesondere Maschinen, Werkzeuge und Hilfsmittel verbessert werden. Beispiele sind im Bauwesen etwa die leichtere Bedienbarkeit von Baumaschinen oder die bessere Ausrüstung mit Hebezeugen. Dies führte auch in anderen Wirtschaftszweigen zur Erhöhung der Arbeitssicherheit, Arbeitsleistung und der Arbeitsproduktivität.
Arbeitsgestaltung muss vier Bedingungen erfüllen. Eine Arbeit wird dann als erträglich bezeichnet, wenn die Leistungsgrenzen der Arbeitskräfte – auch unter langfristiger Belastungsdauer – nicht überschritten werden. Eine Arbeitsaufgabe ist dann ausführbar, wenn sie so organisiert ist, dass eine Arbeitsperson ohne Lebensgefahr bei Berücksichtigung biologischer Gegebenheiten tätig werden kann. Die Arbeitsgestaltung verfolgt auch das Ziel, Arbeitsbelastungen abzubauen und auf die Arbeitszufriedenheit positiv einzuwirken. Wird eine Arbeit erfolgreich abgeschlossen, tritt bei der Arbeitskraft Arbeitszufriedenheit ein.
Die Arbeitsgestaltung umfasst nicht nur die organisatorische, sondern auch die technische Ausgestaltung des Systems und bildet damit den Oberbegriff für Arbeitssystem, Arbeitsorganisation und Arbeitsstrukturierung.